# Хайнозеро
Хайнозеро — пресноводное озеро на территории муниципального образования Матигорского Холмогорского района Архангельской области.

## Физико-географическая характеристика
Площадь озера — 1,3 км². Располагается на высоте 31,4 метров над уровнем моря.
Форма озера продолговатая: оно более чем на два километра вытянуто с юго-запада на северо-восток. Берега заболоченные.
Озеро протокой соединено с рекой Варгой, притоком Северной Двины.
Островов на озере нет.
Населённые пункты и автодороги вблизи водоёма отсутствуют.
Код объекта в государственном водном реестре — 03020300411103000005711.